# Stalkruidspanner
De stalkruidspanner (Aplasta ononaria) is een nachtvlinder uit de familie van de spanners, de Geometridae. De voorvleugellengte bedraagt tussen de 13 en 14 millimeter. De soort overwintert als rups. Zuid-Europa en Klein-Azië vormen de zuidkant van zijn verspreidingsgebied, het gebied van Engeland tot de Baltische staten de noordkant. De stalkruidspanner heeft stalkruid als waardplant.

## Voorkomen in Nederland en België
De stalkruidspanner is in België zeldzaam en alleen in het uiterste zuiden van België bekend als standvlinder. In Nederland is de soort een zeldzame trekvlinder, waarvan slechts enkele waarnemingen bekend zijn. De vlinder kent jaarlijks één generatie die vliegt in juni en juli. Een tweede generatie is er soms tot in augustus en september.